# Liste des épisodes d'Une nounou d'enfer

Cet article présente la liste des épisodes de la sitcom Une nounou d'enfer.

## Première saison (1993-1994)
Débutant le 3 novembre 1993 aux États-Unis, la première saison comprend 22 épisodes.
1. Arrivée fracassante (Pilot)
2. Fumer n'est pas jouer (Smoke gets in your lies)
3. La métamorphose d'un soir (My fair Nanny)
4. La Nuchslep (The Nuchslep)
5. Jalousie, vous avez dit jalousie (Here comes the brood)
6. Le monde à l'envers (The butler, the husband, the wife and her mother)
7. Imaginaire Imogène (Imaginary friend)
8. Un Noël mémorable (Christmas episode)
9. Une clause particulière (Personal business)
10. Quand une nounou rencontre une autre nounou (The Nanny-in-Law)
11. Un amour qui tombe à pic (A plot for Nanny)
12. Que le spectacle finisse (The show must go on)
13. Un mannequin de classe (Maggie the model)
14. Histoire d’eau (The family plumbing)
15. Une nounou à l'hôpital (Deep throat)
16. Une fin de semaine à la neige (Schlepped away)
17. Pour le meilleur et pour le pire (Stop the wedding, i want to get off)
18. Situation critique (Sunday in the park with Fran)
19. Les démons du passé (The gym teacher)
20. Pères et impairs (Ode to Barbra Joan)
21. Faux départ (Frannie's choice)
22. N'oublions pas maman (I don't remember mama)

## Deuxième saison (1994-1995)
Dotée de 26 épisodes, la seconde saison apparaît pour la première fois sur les écrans américains le 12 septembre 1994.
1. Étonnante ressemblance (Fran-lite)
2. Pour l’amour du théâtre (The playwright)
3. L’amour de 7 à 77 ans (Everybody needs a bubby)
4. Une vie de rêve (Material Fran)
5. Quelle guigne (Curse of the grandmas)
6. Un bébé sur les bras (The Nanny napper)
7. De Shakespeare en pire (A star is unborn)
8. Échange de personnalité (Pinske business)
9. Les pièges de la bourse (Stock tip)
10. Un anniversaire arrosé (The whine cellar)
11. Graine de vedette (When You Pish upon a Star)
12. Le manteau de vison (Take back your mink)
13. Une grève assez grave (The strike)
14. Une vedette très Cher (I've got a secret)
15. Une soirée très chips (Kindervelt days)
16. Atlantic City, nous voilà ! (Canasta masta)
17. Le testament (The will)
18. La reine des entremêleuses (The Nanny behind the man)
19. Une amitié particulière (A Fine friendship)
20. On n'achève pas les agneaux (Lamb chop's on the menu)
21. Panique à l'hôpital (Close shave)
22. La voix de son maître... d'hôtel (What the butler sang)
23. Le concours de baisers (A kiss is just a kiss)
24. Le commencement de la fin (Strange bedfellows)
25. Les cheveux en quatre (The chatterbox)
26. Le manuscrit volé (Fran gets mugged)

## Troisième saison (1995-1996)
Ce sont cette fois 27 épisodes qui constituent la troisième saison de la série, laquelle commence aux États-Unis le 11 septembre 1995.
1. Une soirée pas comme les autres (Pen pal)
2. La grande épreuve (Franny and the professor)
3. Bague au doigt, corde au cou (Dope diamond)
4. On n'a pas tous les jours 16 ans (A Fine family Feud)
5. Une nounou indépendante (Val's apartment)
6. La fièvre acheteuse (Shopaholic)
7. Un homme métamorphosé (Oy vey, you're gay)
8. La fête est finie (The party's over)
9. Les Jeux de l'amour (The two Mrs. Sheffields)
10. Enfantillages (Having his baby)
11. Une nounou à Hollywood (The unkindest gift)
12. Retour de jeunesse (The kibbutz)
13. Le parrain de Fran (An offer she can't refuse)
14. Le Noël d'une nounou d'enfer (Épisode spécial : dessin animé) (Oy to the world)
15. Un rôle sur mesure (Fashion show)
16. Souvenirs de nounou (Where's Fran?)
17. La routine (The grandmas)
18. C. C., l'impératrice du spectacle (Val's boyfriend)
19. Les délices de la saint-Valentin (Love is a many blundered thing)
20. Chaussure à son pied (Your feets too big)
21. Les perles d’Elizabeth Taylor (Where's the pearls?)
22. Amour sur glace (The hockey show)
23. La crise de la quarantaine (That's midlife)
24. Un chanteur de charme (The cantor show)
25. Un étranger dans la maison (Green card)
26. La nounou s’amuse (Ship of Fran's)
27. Escapade parisienne (A pup in Paris)

## Quatrième saison (1996-1997)
La quatrième saison de la série compte 26 épisodes, et commence aux États-Unis le 18 septembre 1996.
1. L'amour est aveugle (The tart with heart)
2. Intérêt commun (The cradle robbers)
3. Les œufs sont faits (The bird's nest)
4. La gloire de miss Fine (The Rosie show)
5. Le grand amour de Frieda (Freida needa man)
6. On se croirait dans « Dynastie » (Me and Mrs. Joan)
7. Le fisc aux trousses (The taxman cometh)
8. Le cœur a ses raisons (An affair to dismember)
9. Secret coquin (Tattoo)
10. Le coup du lapin (The car show)
11. Fran la tornade (Hurricane Fran)
12. Un mari à tout prix (Kissing cousins)
13. Alerte à la nounou (Danny's dead and who's got the will?)
14. Tous les couples sont permis (The fifth wheel)
15. Par le bout du nez (The nose knows)
16. Le hold-up de la saint-Valentin (The bank robbery)
17. Nounou par intérim (Samson, he denied her)
18. Qui a peur du grand méchant maître d'hôtel (The facts of lice)
19. Allô maman, ici Fran ! (Fran's roots)
20. La Nounou et le Beau producteur (The Nanny and the hunk producer)
21. La Nounou et la star (The passed-over story)
22. L'air ne fait pas la chanson (No muse is good muse)
23. Esclave d'un jour (You bette your life)
24. Fran dans « Les feux de l'amour » (The heather biblow story)
25. Destination Boca (The Boca story)
26. Crises de cœur (Fran's gotta have it)

## Cinquième saison (1997-1998)
Avec ses 23 épisodes, la cinquième saison débute sur les écrans américains le 1er octobre 1997.
1. Le subterfuge (The morning after)
2. Une soirée avec Elton John (First date)
3. Rivalité (The Bobbie Fleckman story)
4. Sacré coup de Châtaigne ! (Fransom)
5. La nouvelle vie de Niles (The ex-Niles)
6. Atlantic City, nous revoilà ! (A decent proposal)
7. La fille de Fran et de Val (Mommy and mai)
8. Le grand amour de Yetta (Fair weather Fran)
9. Leçons particulières (Educating Fran)
10. Chutes ! Épousez-moi (From flushing with love)
11. Ça gratte (Rash to judgment)
12. Le grain de beauté (One false mole and you're dead)
13. Gardons nos distances (Call me Fran)
14. Une proposition royale (Not without my Nanny)
15. La demande en mariage (The engagement)
16. Mésalliance (The dinner party)
17. Drôle de rappeur ! (Homie-work)
18. Bonheur maternel (The reunion show)
19. Immaculée conception (Immaculate concepcion)
20. Le contrat pré-nuptial (The pre-nup)
21. Passé secret (The best man)
22. Une mariée d'enfer, première partie (The wedding: part one)
23. Une mariée d'enfer, deuxième partie (The wedding: part two)

## Sixième saison (1998-1999)
Avec ses 22 épisodes, la sixième et ultime saison produit un effet miroir par rapport à la première saison, qui compte elle aussi 22 épisodes. Elle commence aux États-Unis le 30 septembre 1998.
1. De joyeux naufragés (The honeymoon's overboard)
2. Chute théâtrale (Fran gets shushed)
3. Épouse et nounou (Once a secretary, always a secretary)
4. Les enfants de Fran (Sara's parents)
5. Le grand amour de Maggie (Maggie's boyfriend)
6. Les symptômes de l'amour (I'm pregnant: part one)
7. Un bébé en question (Mom's the word: part two)
8. Youpi ! C'est Whoopi (Making Whoopi)
9. Y a-t-il un président pour skier ? (Oh, say, can you ski?)
10. La nuit miraculeuse de Hanouka (The Hanukkah story)
11. Devine qui vient s'installer chez nous (The in-law who came forever)
12. Chèque, échec et mat (The Fran in the mirror)
13. Une mère très « classe » (The yummy mummy)
14. Le rêve californien (California here we come: part one)
15. Mariage en péril (Ma'ternal affairs: part two)
16. Aux noms de l'amour (The producers: part one)
17. Cee Cee face à son destin (The dummy twins: part two)
18. Lettres ou pas lettre ? (Yetta's letters: part three)
19. Union express (Maggie's wedding)
20. Vision et division (The baby shower)
21. Tout est bien qui finit bien, première partie (The finale: part one)
22. Tout est bien qui finit bien, deuxième partie (The finale: part two)